# Meseta de Langres
La meseta de Langres (en francés: plateau de Langres) (o meseta de Langres-Châtillonais) es una pequeña meseta francesa situada en el centro del seuil morvano-vosgien ('umbral morvano-vosgués'), entre las antiguas regiones de Champagne-Ardenne (hoy Gran Este) y la Borgoña (ahora Borgoña-Franco Condado). El Sena, el Marne, Aube y el Mosa tiene sus fuentes en esta meseta.

## Geografía
Esta meseta se extiende entre la  depresión del Auxois, al suroeste, la Côte dijonnaise, al sureste, las côtes del Barrois champenois, al noroeste, y las plateaux de la Saône, al nordeste. Cubre alrededor de dos tercios del norte del departamento de Côte-d'Or y el suroeste de Alto Marne (gran suroeste del distrito de Langres). Con una altitud de 516 metros, el Haut-du-Sec es el punto culminante. 

## Geomorfología
La meseta de Langres-Châtillonnais está compuesta por rocas sedimentarias, principalmente piedra caliza oolítica formada durante el Bathoniense y el Bajociense. El resultado es un importante sistema kárstico cuya actividad hidrogeológica se manifiesta particularmente por las muchas resurgencias tales como las del Marne, del Douix, del Coquille, del Bèze y del Laigne.

## Hidrografía
La meseta de Langres-Châtillonnais da nacimiento al río Sena (de 776 km), así como a dos de sus principales afluentes: el Marne (de 525 km) y el Aube (de 248 km). Muchos otros ríos tienen sus fuentes en ella, incluyendo al Mosa (de 950 km), al Ource (afluente del Sena, de 103 km) y al Aujon (afluente del Aube, de 68 km) y al  Vingeanne (de 93 km) y al Tille (de 83 km), afluentes ambos del Saona-Ródano.
En la meseta de Langres se encuentra unos de los puntos triples europeos, ubicado al sur de la comuna de Récourt, en la confluencia de las divisorias que separan las cuencas del Atlántico y del canal de la Mancha (Sena), del mar del Norte (Mosa) y del mar Mediterráneo (Ródano).